# St. Martinus (Urlau)

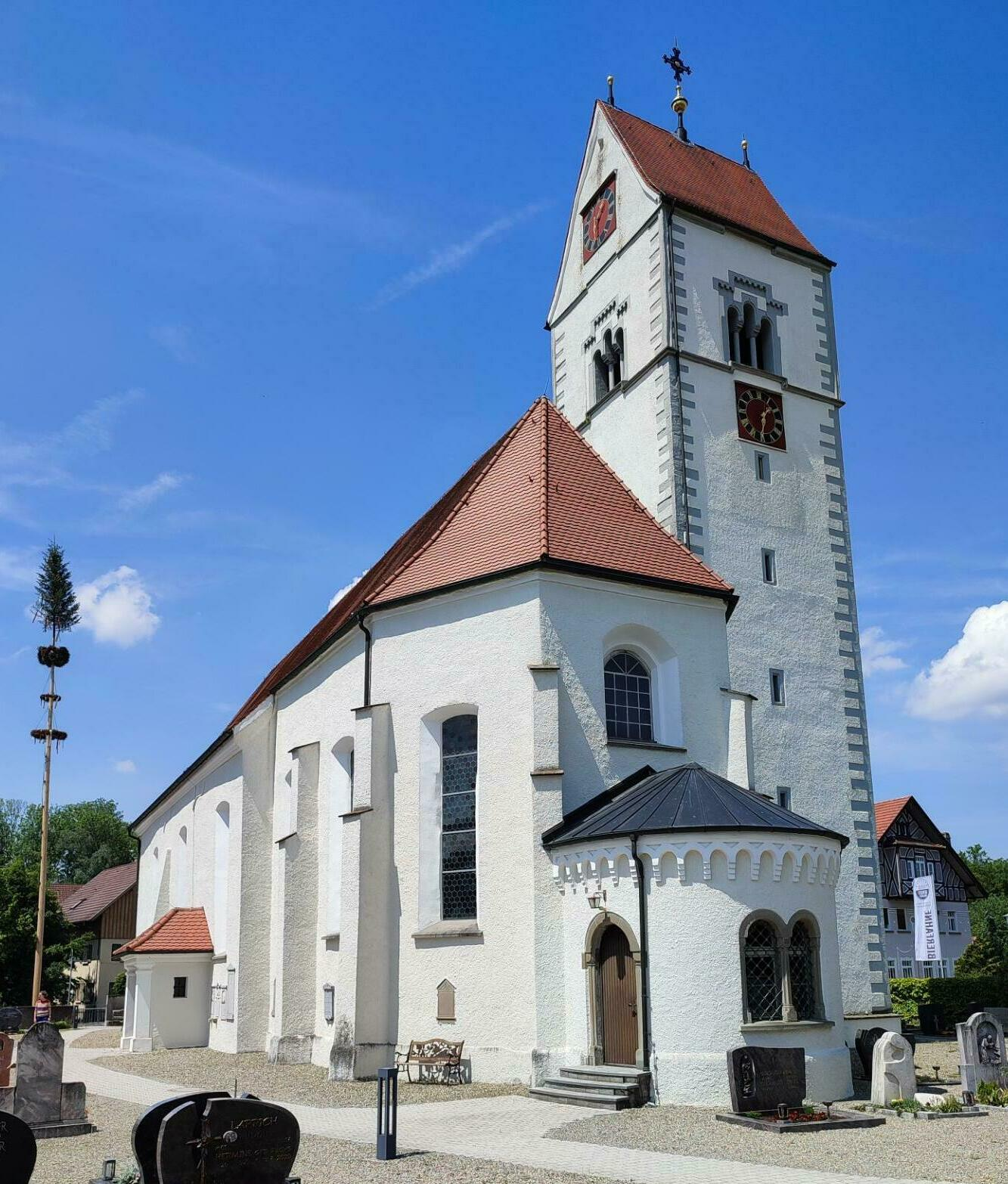
St. Martinus in Urlau

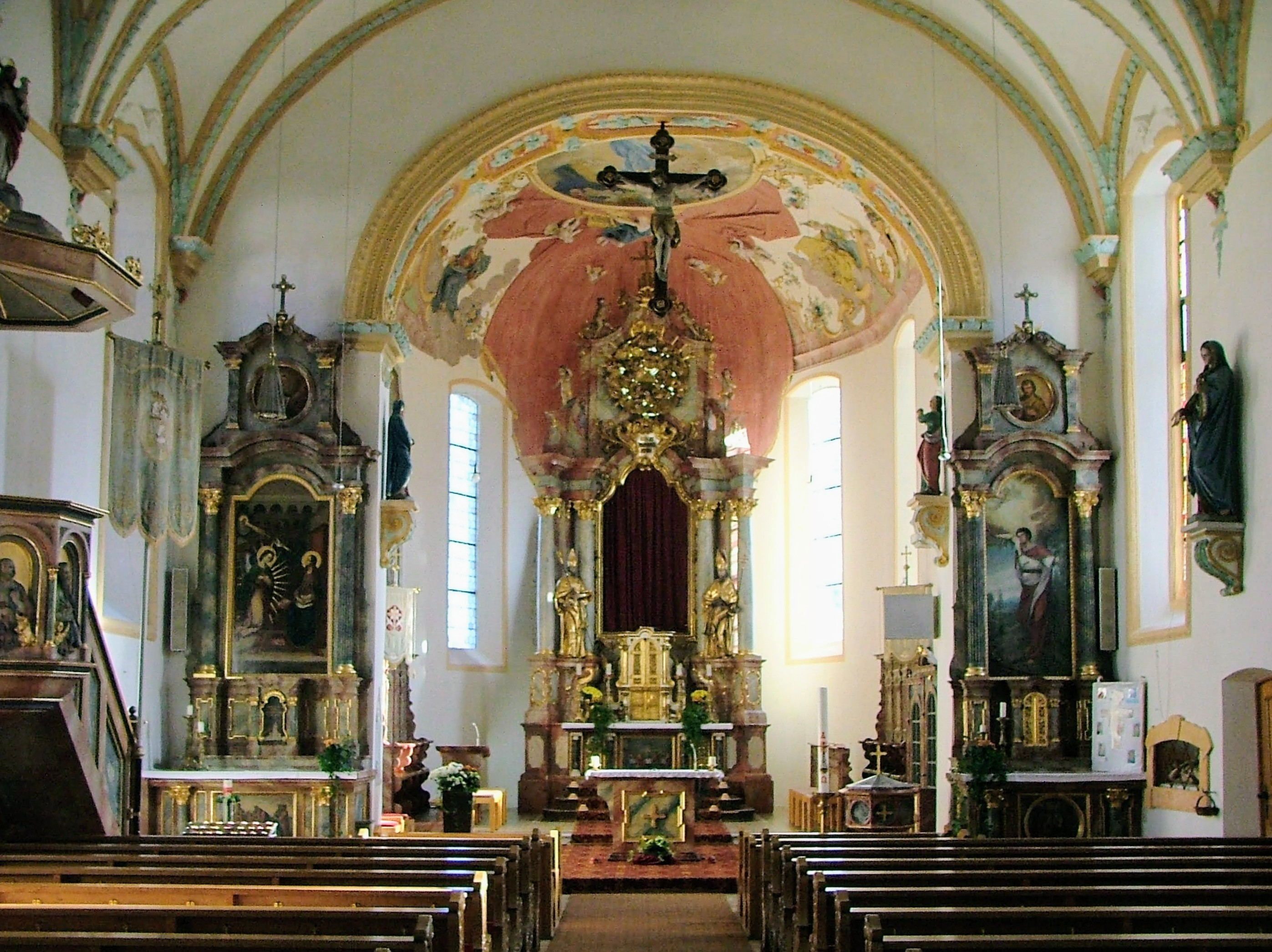
Innenansicht (2008)

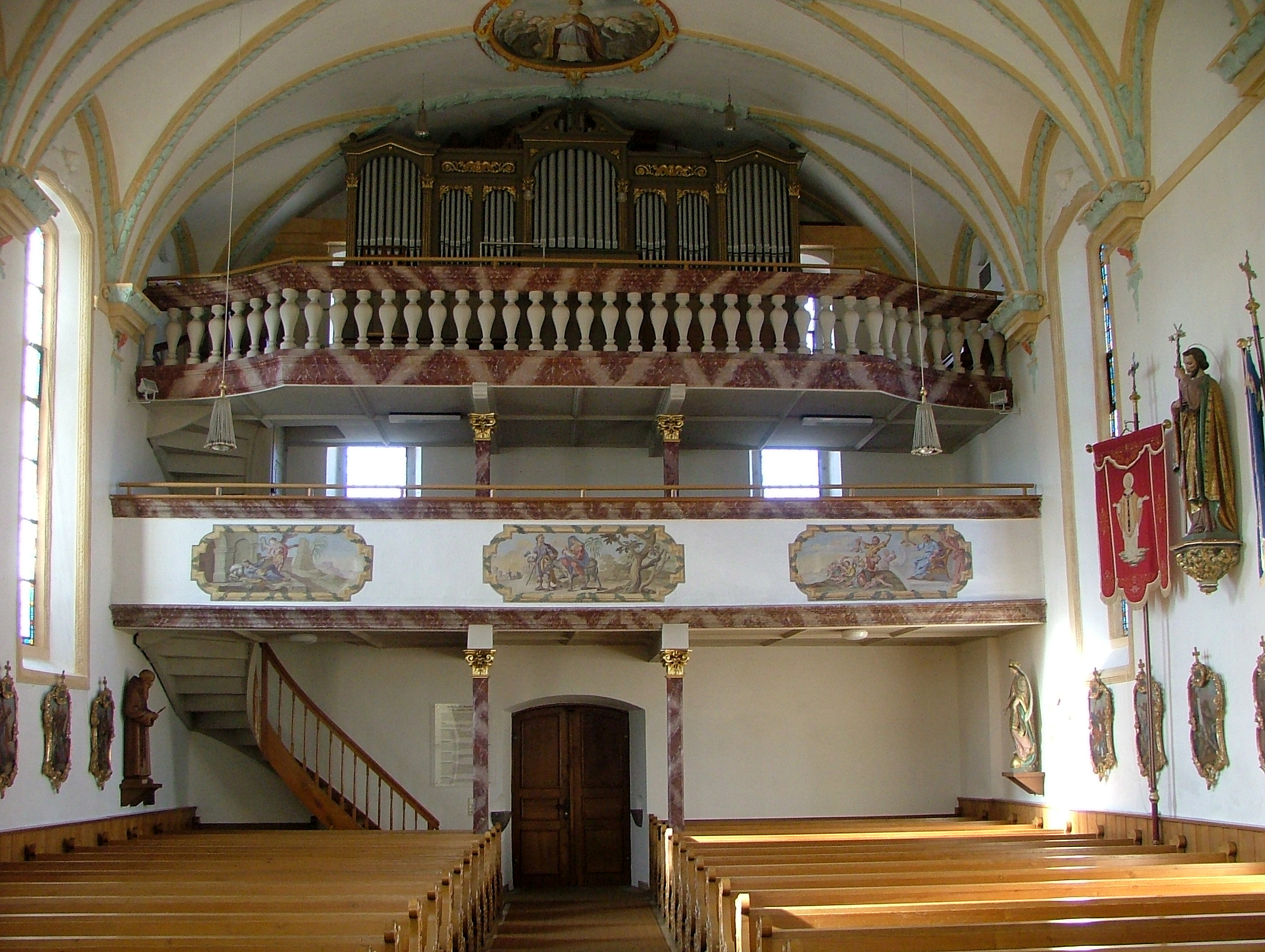
Blick zur Walcker-Orgel

Die römisch-katholische Pfarrkirche St. Martinus steht auf dem Friedhof von Urlau, einem Wohnplatz im Ortsteil Herlazhofen der Großen Kreisstadt Leutkirch im Allgäu im Landkreis Ravensburg in Baden-Württemberg. Die Kirchengemeinde gehört zur Diözese Rottenburg-Stuttgart. Das Bauwerk ist beim Landesamt für Denkmalpflege Baden-Württemberg als Baudenkmal eingetragen.

## Beschreibung
In der Nordwand des gotischen Langhauses der Saalkirche sind noch Reste des Vorgängerbaus von 879 erhalten. An der Nordwand des eingezogenen, dreiseitig geschlossenen, von Strebepfeilern gestützten Chors im Osten, an dem eine halbrunde Apsis an der Stirnwand angebaut ist, steht der gotische, fünfgeschossige Chorflankenturm. Sein oberstes Geschoss, das hinter den als Triforien gestalteten Klangarkaden den Glockenstuhl mit fünf Kirchenglocken beherbergt, und das quer liegende Satteldach wurden ihm 1583 aufgesetzt. Im Innenraum des Langhauses wurde 1667 ein stuckiertes Tonnengewölbe eingebaut, in dem des Chors erst 1743. Zur Kirchenausstattung gehört ein Hochaltar aus Stuckmarmor, den Johannes Schütz gebaut hat.